# 芬威克 (康乃狄克州)
芬威克（英語：Fenwick）是位於美國康乃狄克州米德爾塞克斯縣的一個自治市。

## 人口
根據2020年美國人口普查的數據，芬威克的面積為1.01平方千米，當中陸地面積為1.01平方千米，而水域面積為0.00平方千米。當地共有人口53人，而人口密度為每平方千米52人。